# Jaarmarkt (interneringskamp)
Het Jaarmarkt-kamp in Soerabaja, fungeerde tijdens de Japanse bezetting van Nederlands-Indië in de periode van 8 maart 1942 tot 26 april 1943 als interneringskamp.
De Jaarmarkt lag in het oostelijk deel van de stad aan de westzijde van de spoorlijn. Dit complex van de Soerabaiasche Jaarmarkt-Vereeniging dateert uit 1923. Het bestond uit permanente houten paviljoens en aangrenzende gebouwen van het sportterrein. De hoofdingang bevond zich aan de Cannlaan. Het kamp was omheind met  prikkeldraad en gedek.
Dit complex werd in 1923 gebouwd. In de eerste maanden van de Japanse bezetting was dit een van de grootste krijgsgevangenen-verzamelkamp in Oost-Java. Begin september 1942 bereikte de bevolking met ongeveer 4600 mensen de maximale omvang. De ontruiming volgde stapsgewijs vanaf oktober 1942, met name naar Batavia en Tjimahi en in april 1943 via Tandjoeng Perak ook naar werkkampen in de Molukken en op Flores. Aan het einde van april 1943 werd het kamp opgeheven. In de laatste anderhalf jaar voor de Japanse bezetting diende het Jaarmarkt-terrein als geïmproviseerde kazerne voor de Soerabajase Stadswacht.